# ساحة الثورة (عنابة)
ساحة الثورة هي ساحة تتوسط مدينة عنابة في الجزائر. تضمّ الساحة بنايات قديمة كنزل الشرق الذي يعود إلى سنة 1888 والمسرح الجهوي الذي دشن سنة 1836 وأعيد بناؤه سنة 1954.

## معرض صور

ساحة الثورة
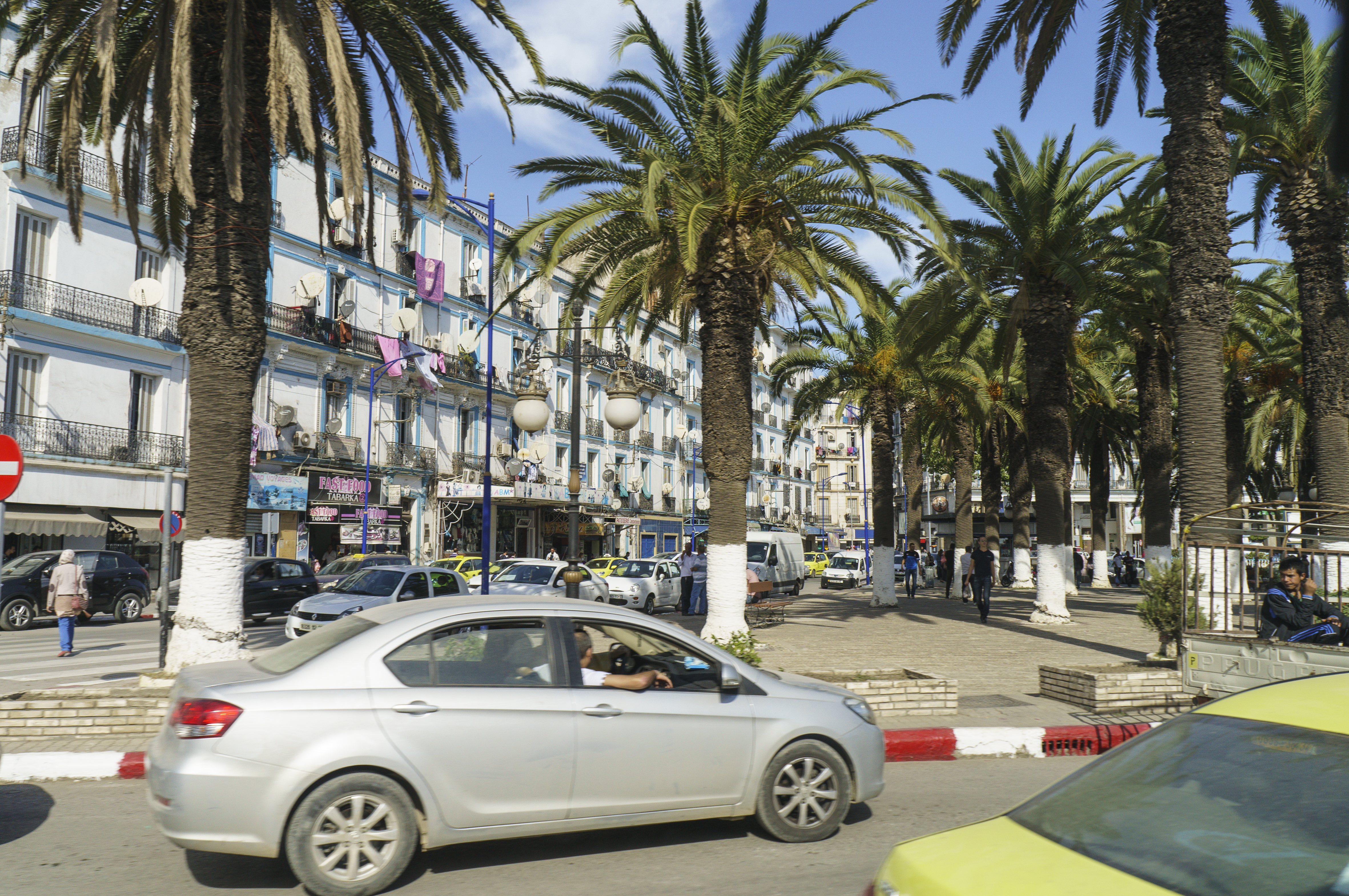
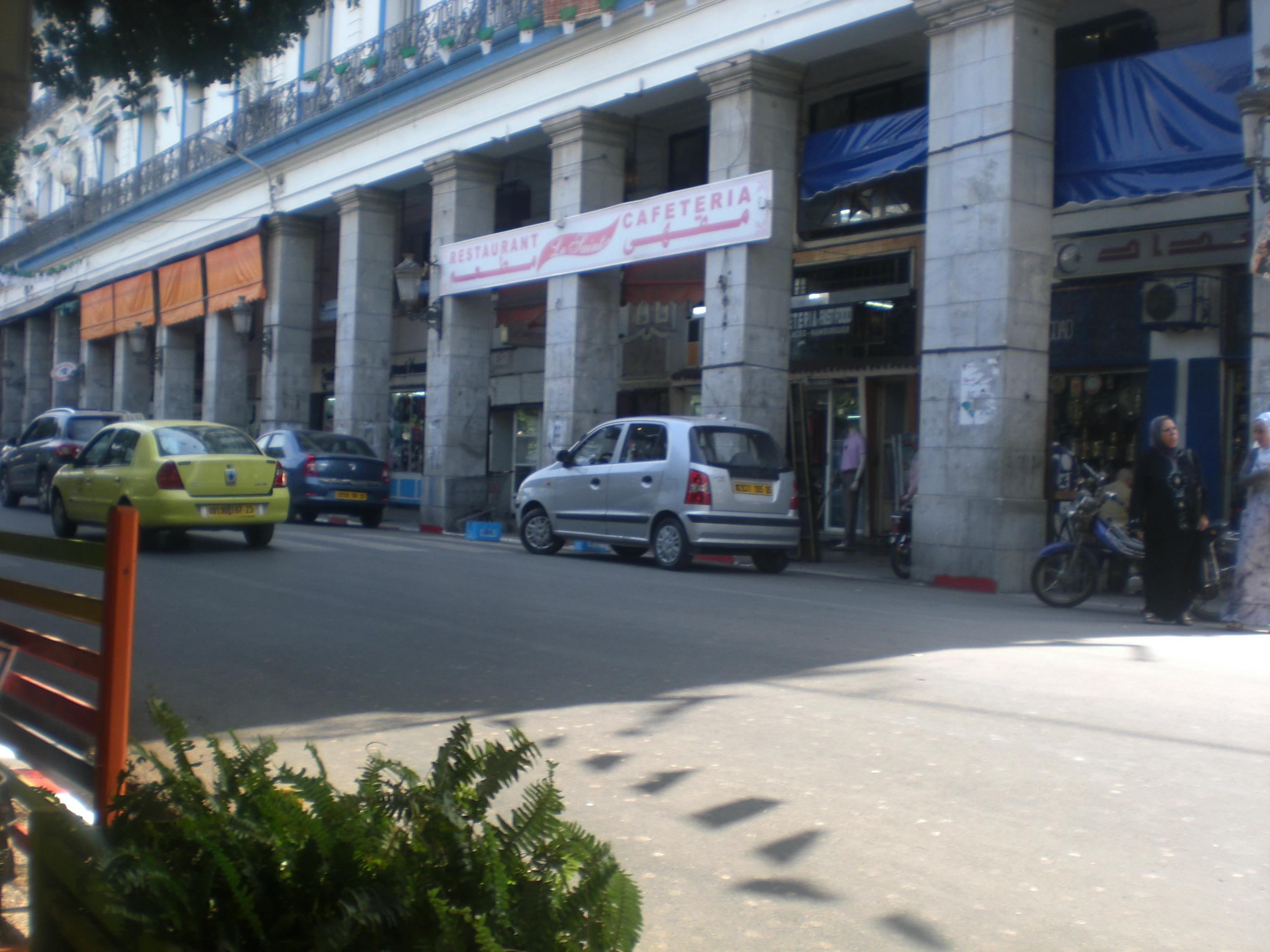
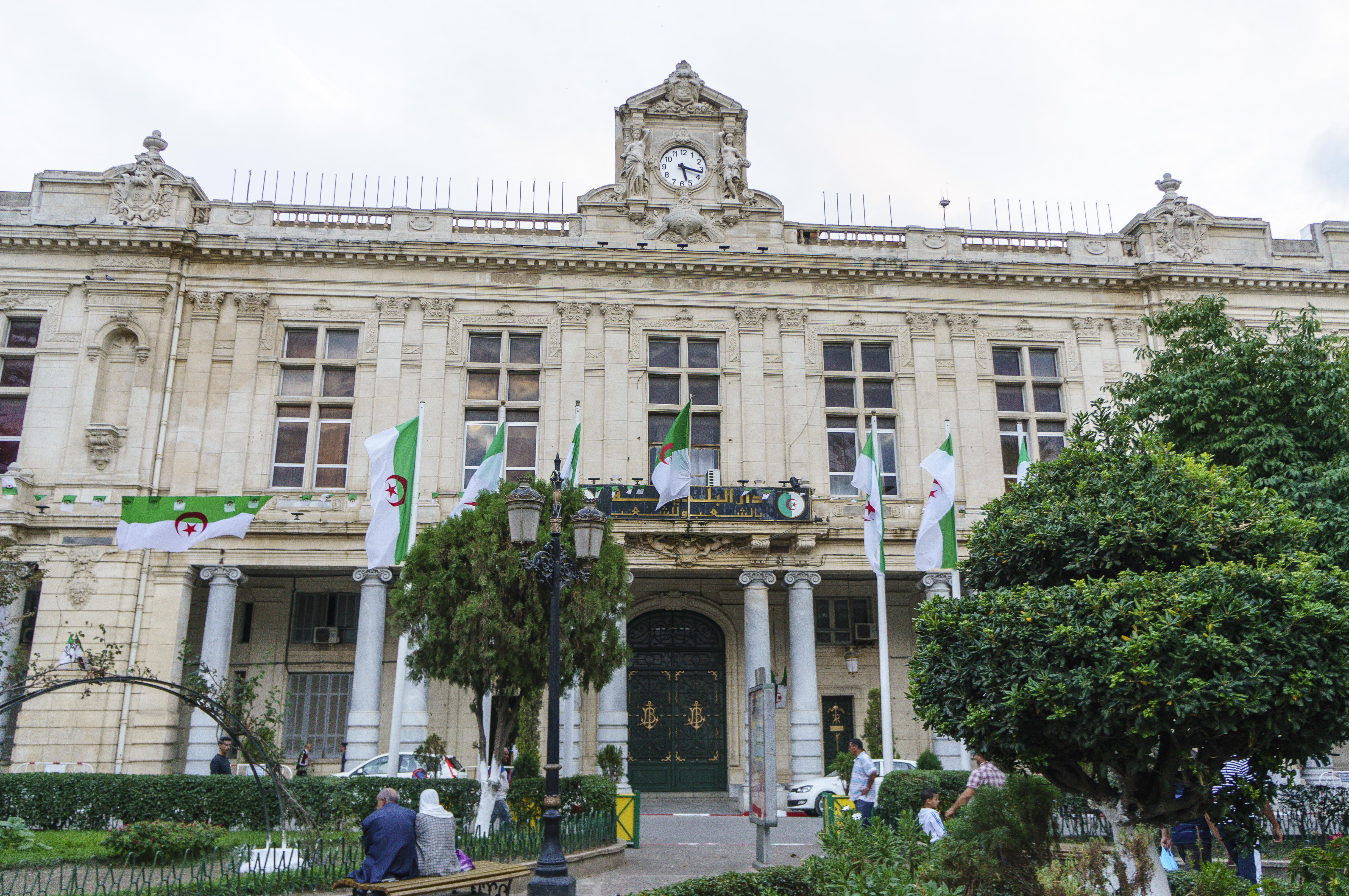
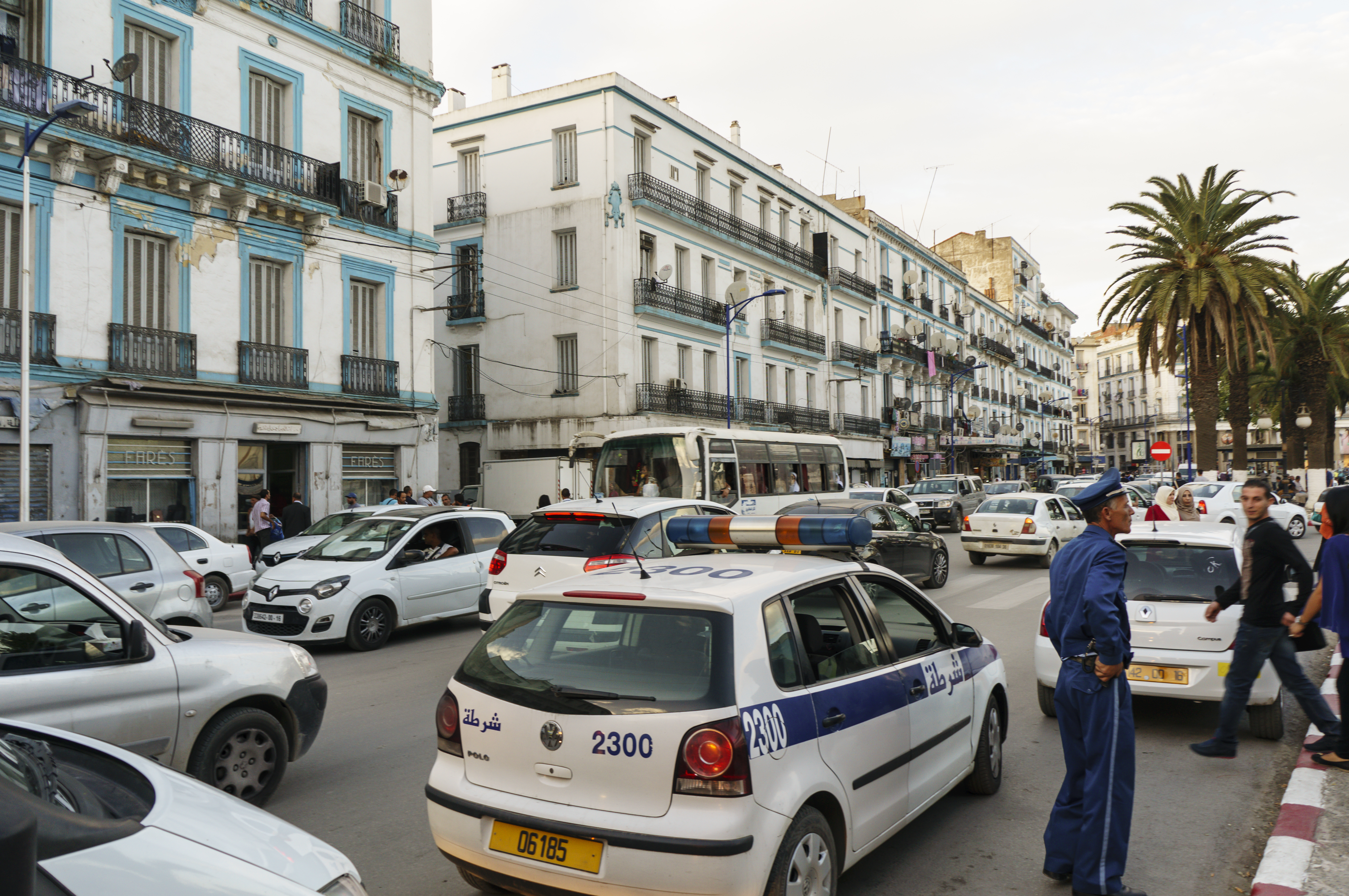
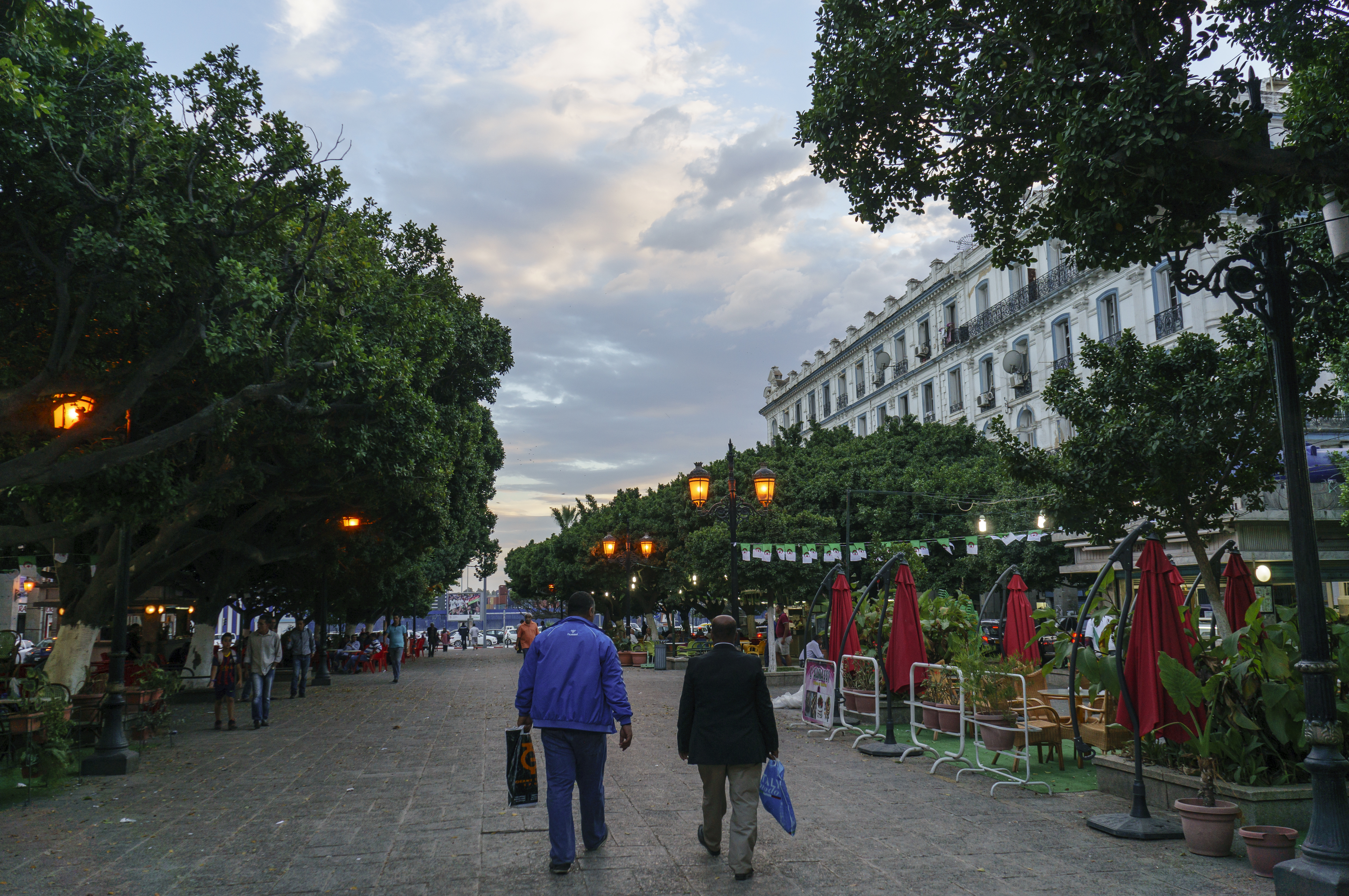